# Blagoveshchensk Airlines
Blagoveshchensk Airlines (Nederlandse transliteratie: Blagovesjtsjensk Airlines) is een Russische luchtvaartmaatschappij met haar thuisbasis in Blagovesjtsjensk.

## Geschiedenis
Blagoveshchensk Airlines werd opgericht in 1999.

## Vloot
de vloot van Blagoveshchensk Airlines bestaat uit: (nov.2006)
- 3 Yakolev Yak-40